# Josef Velenovský
Josef Velenovský ( n. 1858 - d. 1949 ) a fost un botanist, micolog, pteridolog și briolog ceh, care s-a ocupat și de studiul fosilelor. A lucrat ca cercetător și profesor la Institutul Botanic Universitar din Praga, unde a fost coleg cu L.J. Čelakovský. A fost profesor de botanică și la Charles University. În ultima jumătate a vieții activitatea sa științifică s-a axat în special pe domeniul micologiei. A colectat un mare număr de specimene, în special din Boemia Centrală, descriind cel puțin 2000 de specii noi de fungi.  O mare parte din tipurile de specimene și alte colecții ale sale sunt cuprinse în prezent în ierbarul de la Muzeul Național din Praga Abrevierea numelui său în cărți științifice este Velen..

## Activitate științifică

### Lucrări publicate
- 1882. Die Flora der böhmischen Kreideformation
- 1886.  Beiträge zur Kenntniss der bulgarischen Flora
- 1891. Flora Bulgarica. Descriptio ... systematica plantarum vascularium in principatu Bulgariae sponte nascentium
- 1892a. O biologii a morfologii rodu Monesis, etc. Cu un rezumat în limba germană.
- 1892b. O morfologii os cevnatých tajnosnubných, etc. Boh. & Ger
- 1892c. O Phyllokladiích rodu Danaë, etc.
- 1897. Mechy Ceské

### Cărți publicate
- 1920-1922. Ceske Houby. 5 vol. Ed. Nakladem ceske botanicke spolecnosti. Praga. 950 pp.

## Eponime
În onoarea sa, 40 specii au fost denumite velenovskyi.